# Митино (Курганская область)
Митино — село в Кетовском районе Курганской области, административный центр Митинского сельсовета.

## География
Село расположено на правом берегу реки Утяк (приток Тобола) в 19 км к юго-востоку от районного центра села Кетово, в 27 км к югу от областного центра города Кургана.

## История
Село Митино основано в 1786 году. Основатель — крестьянин Осип Степанович Козлов. До 1785 года было приписано к Курганской слободе. С 1786 по 1886 годы входило в состав Черемуховской волости, а с 1886 года Митинское стало центром Митинской волости Курганского уезда (по другим сведениям село стало волостным центром с 1865 года).
Изначально в селе жили старообрядцы, в середине XIX века появились переселенцы из Курской губернии, они поселились на север от старообрядцев, немного позже и ещё севернее поселились переселенцы из Северо-Западной и Центральной России, таким образом село состояло из трёх частей соответственно называвшихся Сибиряки, Куршина, Рассея. Из этих частей образовались два сельских земельных общества: старожильческое и российское, просуществовавших до середины 1920-х годов и соответственно именовавшихся селами Старо-Митинским и Ново-Митинским.
Согласно официальной документации 1865 года село Митино представлено как Старо-Митинское и Ново-Митинское, в нём находились церковь, волостное правление и сельское училище (учились 31 мальчик и 7 девочек). Рядом с селом располагались два выселка: Патраков и Ново-Утякский.
На карте Курганского уезда 1913 года отмечены села — Старо-Митинское и Ново-Митинское. Рядом на реке Утяк деревни Патраки и Ново-Утятская.
Не обошли стороной село революция и гражданская война, 1920—1930 годы, были для жителей села самыми тяжелыми: голод, эпидемии, раскулачивания. Были организованны коммуны «Красный Пахарь» (1928), «Ударник», колхоз «Краное Знамя» (1930—1931). Позднее они были объединены в колхоз «Гигант». С присоединением деревень Лиственной, Козлово, Становой и Ровной, колхозом переименовали в «Дружба», он прекратил свое существование в годы перестройки.

## Население
| 1989 | 2002 | 2010 |
| ---- | ---- | ---- |
| 537  | ↗621 | ↘607 |

## Религия

### Православный храм пророка Илии
Строительство первого деревянного однопрестольного храма с колокольней в честь пророка Илии в селе Митинском велось с 1859 по 1865 годы на средства прихожан и добровольные пожертвования по проекту Тобольской губернской строительной комиссией от 10 декабря 1858 года. По обветшании была в 1916 году продан вместе с иконостасом и всеми иконами жителям деревни Лебяжьей Камышевской волости для устройства церкви в этом селении.
В 1905 году прихожанами принято решение о строительстве нового каменного храма на 500 человек молящихся, для чего был начат сбор средств. Место для него отведено в 1909 году рядом с деревянным храмом.
В 1910 году архитектором А. И. Кошкиным был составлен проект нового храма. Подряд на каменную кладку получил крестьянин М. Д. Еличев.
В августе 1910 года выдана храмоздатная грамота, вскоре, 12 сентября, совершена закладка благочинным 2-го благочиния Курганского уезда протоиереем Иоанном Редькиным в сослужении с местным причтом по благословению Преосвященнейшего Евсевия, епископа Тобольского и Сибирского.
Постройку вел Курганский городской архитектор А. З. Басаргин под наблюдением Тобольского епархиального архитектора Ф. Э. Кокотт.
Основные строительные работы произведены летом 1911 года. До 1914 года производились внутренняя отделка и железная кровля с главками и золоченными крестами, в окнах устроены железные решетки.
Новый иконостас с 1914 по 1916 годы выполняла мастерская крестьянина А. П. Решетникова. По завершении был выкрашен бирюзовой эмалью, украшен золоченной резьбой, в него входило 42 иконы на золотом чеканном фоне.
Освящение нового храма во имя Святого Пророка Илии в с. Митинском было совершено 27 декабря 1916 года с благословения Высокопреосвященнейшего Варнавы, архиепископа Тобольского и Сибирского, благочинным Курганских городских церквей протоиереем Иоанном Редькиным в сослужении с местным причтом.
Митинская Пророко-Ильинская церковь действовала до начала 1930-х годов, а в 1934 году была временно занята под ссыпку зерна глубинного пункта, после чего богослужения ещё некоторое время проводились в церковной сторожке. В 1937 году церковь была окончательно закрыта и использовалась под склад «Заготзерно», храм был разграблен, колокольня снесена. Позже в здании размещался продовольственный магазин и контора сельпо.
28 марта 1998 года на сельском сходе было принято решение восстановить храм. В 1999 году при храме в селе Митино вновь открыт православный приход, настоятелем назначен иеромонах Филипп (Попов). В здании был произведен ремонт, а с 2003 года регулярно проходят богослужения, совершаются требы. В 2013 году произведен капитальный ремонт и внутренняя реставрация храма: установлены новые окна и двери, открыта ротонда основного купола.

### Старообрядческая организация
Кроме православных в деревне Митиной издавна проживали старообрядцы. В 1840-е годы незаконные старообрядческие моления совершались в доме крестьянина Гавриила Ивановича Осипова в домашней моленной.
В 1903 году в деревне Старо-Митиной организовано старообрядческое поморское общество, которое в начале 1920-х годов имело свою часовню, которая была закрыта в 1932 году Президиумом Курганского райисполкома на основании отказа общины верующих производить ремонт, была передана Митинскому сельсовету для использования под культурные нужды.

## Образование
Муниципальное казенное общеобразовательное учреждение «Митинская средняя общеобразовательная школа», организована 6 декабря 1974 года. 18 сентября 2011 года при школе организован детский сад, рассчитанный на 26 воспитанников в возрасте от 3 до 7 лет/

## Известные жители
- Епишев Владимир Семёнович (1925—1999) — резьбошлифовщик инструментального цеха Курганского машиностроительного завода имени В. И. Ленина, Герой Социалистического Труда.
- Савельев Фёдор Митрофанович (1889—1923) — помощник начальника Курганского уголовного розыска при управлении рабоче-крестьянской милиции, погиб при исполнении служебного долга. Участник Первой мировой войны.
- Синчилов Петр Петрович (иеромонах Петр, 1966—2020) — настоятель храма пророка Илии (2004—2020), наместник Свято-Казанского Чимеевского мужского монастыря (2017—2020).[10]